# Rossinyol bord de l'Himàlaia
El rossinyol bord de l'Himàlaia (Horornis brunnescens) és una espècie d'ocell de la família dels cètids (Cettiidae). Es troba a la serralada de l'Himàlaia, al Nepal, la Xina, Índia i Bhutan. Els seus hàbitats principals són els boscos temperats i les praderies i matollars temperats. El seu estat de conservació es considera de risc mínim.